# 아치 매더퀴
아치 머데퀘이(영어: Archie Madekwe, 영어 발음: /məˈdɛkweɪ/, 1995년 2월 10일 ~ )는 잉글랜드의 배우이다. 영화 《그란 투리스모》(2023)의 얀 마든버러 역으로 잘 알려져 있다.

## 출연 작품

### 영화
- 틴 스피릿 (2018) - 루크 역
- 미드소마 (2019) - 사이먼 역
- 보이저스 (2021) - 카이 역
- 보 이즈 어프레이드 (2023) - 웃는 남자 역
- 그란 투리스모 (2023) - 잔 마든보로 역
- 하트 오브 스톤 (2023) - 아이보 역
- 솔트번 (2023) - 팔리 스타트 역

### 텔레비전
- 레 미제라블 (2018-19) - 쿠르페락 역
- 어둠의 나날 (2019-22) - 코푼 역